# 毌丘奥
毌丘/毋丘 奥（かんきゅう/ぶきゅう おう、生没年不詳）は、東晋の軍人。河東郡聞喜県の人。西晋の零陵郡太守毌丘宗（毌丘倹の子）の子。

## 生涯
東晋に仕え、監軍に任じられた。
咸和5年（330年）10月、成漢の大将軍李寿・征南将軍費黒らが巴東・建平を攻めて、これらを攻略した。毌丘奥は巴西郡太守楊謙とともに宜都まで退いた。
仮節・監巴東諸軍事・益州刺史に任じられた。
永和年間に振威将軍周撫が仮節・監巴東諸軍事・益州刺史に任じられ、その職を代わった。
これ以後の事績は、史書に記されていない。

## 毋丘氏造像碑
2008年9月、山西省聞喜県邱村で、「毋丘氏造像碑」が発掘された。造像碑は石碑に仏像と碑文を彫刻したもので、毌丘倹の鎮魂を願った内容だった。造主として、毌丘奥が毌丘阿扶・毌丘季妃・毌丘媚光と共に記録されていた。
また、この造像碑の文字は「毌丘」では無く「毋丘」と表記されており、田中俊明 (歴史学者)は「『毌丘倹』は『毋丘倹』と読まなくてはならない」と指摘した。